# Paul Ritter (Philosoph)
Paul August Max Ritter (* 15. Januar 1872 in Stolp; † 6. August 1954 in Berlin) war ein deutscher Historiker und Editor.

## Leben
Ritter war der älteste Sohn des Schuhmachermeisters August Ritter. Er studierte ab 1891 in Berlin Geschichte und Geographie und wurde am 6. August 1898 promoviert. Er heiratete am 14. Oktober 1926 Sigrid Hedwig Helene Gräfin von der Schulenburg. Er war Mitarbeiter der Leibniz-Ausgabe der Preußischen Akademie der Wissenschaften, die er bis 1939 leitete. Außerdem war er von 1898 bis 1911 Mitarbeiter von Wilhelm Dilthey.

## Werke
- Leibniz und der Mittellandkanal. In: Hannoverscher Kurier. Zeitung für Norddeutschland. 1904, 25318
- Neue Leibniz-Funde: Reisebericht. In: Abhandlungen der Königlich Preußischen Akademie der Wissenschaften. 1904, Anh.
- Zwei neue Briefe von Leibniz. In: Sitzungsberichte der Preussischen Akademie der Wissenschaften zu Berlin. Band 36, 1909, S. 426–427
- Drei neue Briefe von Leibniz. In: Sitzungsberichte der Preussischen Akademie der Wissenschaften zu Berlin. Band 36, 1909, S. 897–901
- Hundert Jahre Berliner Universität. In: Deutsche Rundschau, 36. Jg., 1910, S. 203–220 und S. 376–391.
- Ein berühmter Vorgänger des sprechenden Hundes. In: Friedrichshagener General-Anzeiger. Nr. 19, 6. Januar 1911
- Neun Briefe von Leibniz an Friedrich August Hackmann. In: Sitzungsberichte der Preussischen Akademie der Wissenschaften zu Berlin. 1915, S. 714–730
- Bericht eines Augenzeugen über Leibnizens Tod und Begräbnis und Begleitwort zur Handschriftenprobe. In: Zeitschrift des Historischen Vereins für Niedersachsen. 81. Jahrgang, 1916, Heft 3, S. 247
- Gottfried Wilhelm Leibniz: Der Allerchristlichste Kriegsgott. (Mars Christianissimus.) Eine Spottschrift wider alle Verächter des Völkerrechts aus dem Jahre 1683. übersetzt und eingeleitet von Paul Ritter (Reclams Universal-Bibliothek, Nr. 5881), Leipzig [1916]
- Leibniz als Deutscher. In: Leibniz-Feldpost. Nr. 47, 14. November 1916
- Leibniz und die deutsche Kultur. In: Zeitschrift des Historischen Vereins für Niedersachsen. 81. Jahrgang, 1916, Heft 3, S. 165–201
- Leibniz als Politiker. In: Deutsche Monatshefte für christliche Politik und Kultur. 1. Jahrgang, 1920, Heft 8/9, S. 420–435
- Leibniz’ ägyptischer Plan. Darmstadt 1930
- Der junge Leibniz als politischer Schriftsteller. In: Forschungen und Fortschritte: Nachrichtenblatt der deutschen Wissenschaft und Technik. 8. Jahrgang, 1932, Nr. 3, S. 31–32
- Gottfried Wilhelm Leibniz. In: Deutsche Männer. 200 Bildnisse und Lebensbeschreibungen. Berlin 1938, S. 88

## Nachlass
Teile von Ritters Nachlass befinden sich in:
- Berlin Archiv der Berlin-Brandenburgischen Akademie der Wissenschaften Nachlass Paul Ritter[4]